# Адамович, Иван Степанович
Иван Степанович Адамович (1752, Славяносербия — 1813) — русский военный деятель, генерал-майор (1798), участник Отечественной войны 1812 года, в 183 году — командующий бригадой в 1-м корпусе Резервной армии. 

## Биография
Родился в 1752 году. Согласно сербским данным, родился в Славяносербии, происходил из старинного сербского дворянского  рода Адамовичей, был сыном военнослужащего из Австрии, эмигрировавшего в Российскую империю в год его рождения. Однако, существовал также малороссийский дворянский род Адамовичей, к которому он мог принадлежать. 
Окончил Сухопутный шляхетский кадетский корпус в Санкт-Петербурге. Служил в Лейб-гвардии Преображенском полку, где достиг чина полковника. По случаю восшествия на престол императора Павла I (1796), который первоначально благоволил к Адамовичу, был награждён орденом Святой Анны 2-й степени. В 1798 году был произведён в генерал-майоры с назначением шефом Павловского гренадерского полка, но уже несколько месяцев спустя уволен в отставку. 
Вернулся на действительную службу (18??). Участвовал в Войне четвертой коалиции, за что был награжден Золотым оружием «За храбрость». В 1810 году был снова уволен в отставку. 
В ходе Отечественной войны 1812 года генерал-майор Адамович в сентября 1812 года в третий раз был принят на службу. Сначала снова не получил никакой конкретной должности, а потом был направлен в Арзамас руководить формированием там ополчения.
В 1813 году командовал бригадой в составе Резервной армии, и в этом качестве мог принимать участие в боевых действиях Войны шестой коалиции. В декабре 1813 года вышел в отставку и вскоре после этого скончался.

## Награды
- Орден Святой Анны 2-й степени (10.11.1796).
- Золотое оружие «За храбрость» (08.01.1807)